# Leo Isacson

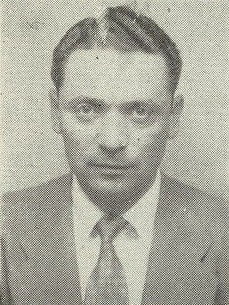
Leo Isacson, 1947

Leo Isacson (* 20. April 1910 in New York City; † 28. September 1996) war ein US-amerikanischer Jurist und Politiker. Zwischen 1948 und 1949 vertrat er den Bundesstaat New York im US-Repräsentantenhaus.

## Werdegang
Leo Isacson besuchte öffentliche Schulen. Er graduierte 1931 an der New York University und 1933 an deren rechtswissenschaftlichen Fakultät. Nach dem Erhalt seiner Zulassung als Anwalt 1934 begann er in New York City zu praktizieren. Er saß 1945 und 1946 in der New York State Assembly. Politisch gehörte er der American Labor Party an. Er wurde in einer Nachwahl im 24. Wahlbezirk von New York in den 80. Kongress gewählt, um dort die Vakanz zu füllen, die durch den Rücktritt von Benjamin J. Rabin entstand. Seinen Sitz im US-Repräsentantenhaus nahm er am 17. Februar 1948 ein. Bei den Kongresswahlen des Jahres 1948 für den 81. Kongress erlitt er eine Niederlage und schied dann nach dem 3. Januar 1949 aus dem Kongress aus. Nach seiner Kongresszeit praktizierte er wieder als Anwalt. Er schloss sich der Demokratischen Partei an. 1968 nahm er als Delegierter an der National Democratic Convention teil. Er zog 1970 nach Florida. Dort war er als Professor für Politikwissenschaft an der Nova Southeastern University tätig. Er starb am 28. September 1996.